# Kairos internationella flygplats
Kairos internationella flygplats (IATA: CAI, ICAO: HECA), (arabiska: مطار القاهرة الدولي, Matar al-Qahira al-dawliyy), är en flygplats i stadsdelen Heliopolis cirka 15 kilometer nordost om centrum av Egyptens huvudstad Kairo. Den är till ytan cirka 37 km² och är Egyptens största samt den näst mest trafikerade flygplatsen i Afrika efter OR Tambo internationella flygplats i Johannesburg.
Flygplatsen har tre terminaler, 1, 2 och 3, är hemmabas för EgyptAir, EgyptAir Express och Nile Air samt trafikeras av flygbolag från hela världen.